# Готов к труду и обороне

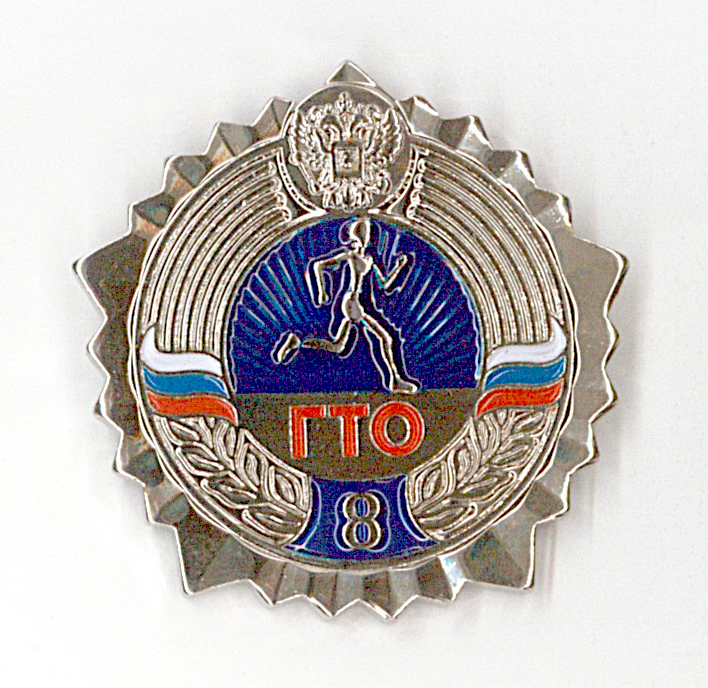
Серебряный знак отличия комплекса ГТО. VIII ступень

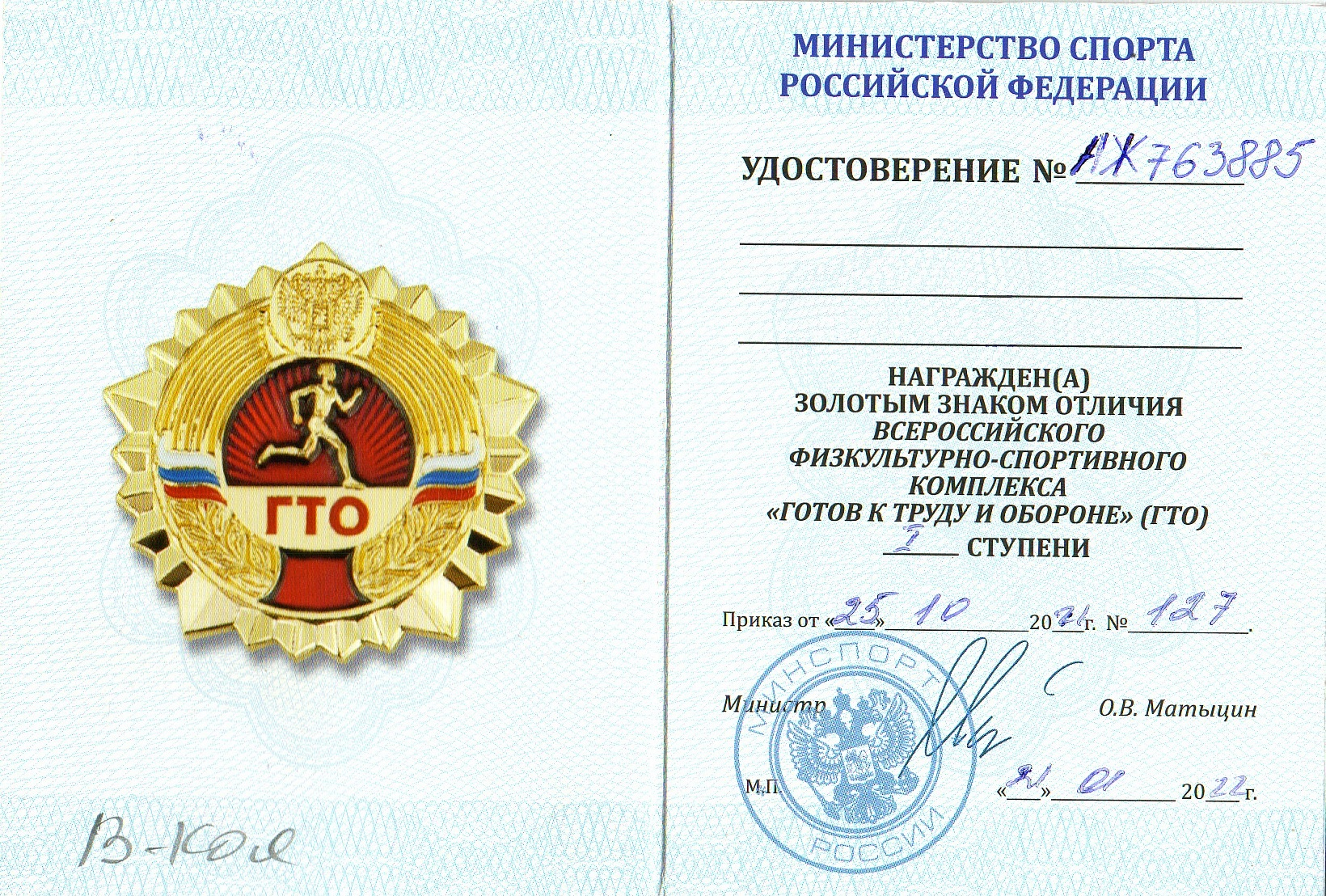
Удостоверение к золотому знаку подписанное министром спорта Российской Федерации

«Гото́в к труду́ и оборо́не» (аббрев. ГТО) — всероссийский физкультурно-спортивный комплекс, созданный «в целях дальнейшего совершенствования государственной политики в области физической культуры и спорта, создания эффективной системы физического воспитания, направленной на развитие человеческого потенциала и укрепление здоровья населения».
Регулируется «Положением о Всероссийском физкультурно-спортивном комплексе „Готов к труду и обороне“ (ГТО)».

## История
Программа является аналогом, существовавшей в СССР (с 1931 по 1991 годы, детская ступень ГТО в СССР начала работать с 1934 года), системы «Будь готов к труду и обороне СССР».
24 марта 2014 года президент РФ В. Путин подписал указ, которым постановил до 15 июня 2014 года утвердить «Положение о Всероссийском физкультурно-спортивном комплексе „Готов к труду и обороне“ (ГТО)», до 1 августа разработать сопутствующие нормативно-правовые акты и ввести комплекс в действие с 1 сентября. По словам министра образования Д. Ливанова, начиная с 2015 года результаты выполнения комплекса ГТО будут учитывать при поступлении в высшие учебные заведения.
Внедрение комплекса было разделено на 4 этапа:
1. Организационно-экспериментальный этап (май 2014 года — декабрь 2015 года).
2. Внедрение комплекса ГТО среди учащихся всех образовательных организаций страны, а также других категорий населения в 12-и субъектах России (2016 год).
3. Повсеместное внедрение комплекса ГТО среди всех категорий населения России (2017 год).
4. Этап реализации комплекса ГТО (с 2018 года).

За 2021 год в России 2 913 270 граждан приняли участие в ГТО. Из них 1 185 646 человек выполнили комплекс ГТО, из которых 142 056 человек получили золотой знак отличия.

## Знак отличия комплекса ГТО
Знак отличия комплекса ГТО — награда, вручаемая участникам за успешное выполнение нормативов испытаний (тестов) в виде знаков отличия различного достоинства: бронзовый, серебряный, золотой (по аналогии с медалями в «большом» спорте) в каждой возрастной ступени комплекса ГТО.
Знак отличия изготавливают из железа с покрытием, имитирующим золото, серебро, бронзу, с высококачественной полировкой, размером 24×24 мм, и толщиной металла 1,2 мм.
Знак отличия имеет форму пентагона (символа обороны), в центре которой расположена окружность с изображением бегущего человека на фоне красного (для золотого), синего (для серебряного), зелёного (для бронзового) цветов с изображением восходящего солнца. Снизу выполнена надпись «ГТО» красного цвета. В верхней части знака — изображение герба РФ, центральную окружность знака обрамляет широкий кант с рельефом в виде ряда параллельных дугообразных лучей, направленных из центра вверх, и лавровых ветвей в нижней части знака, обрамлённых с двух концов лентами цвета флага РФ. В нижней части знака расположена арабская цифра от 1 до 18 , отображающая соответствующую ступень знака отличия. На оборотной стороне знака отличия имеется застёжка с фиксатором для крепления знака к одежде.
Документом, подтверждающим факт вручения знака отличия (бронзового, серебряного, золотого) соответствующей ступени комплекса ГТО является удостоверение к знаку отличия. Удостоверение имеет форму книжки, размером 140×95 мм, с обложкой коричнево-бордового цвета и изображением знака отличия и текстовыми блоками на развороте.

## Тесты комплекса ГТО
Виды тестов, входящие в состав комплекса, направлены на объективную оценку уровня развития основных физических качеств человека: силы, выносливости, быстроты, гибкости, координации, а также владения прикладными умениями и навыками.
Тесты подразделяют на обязательные испытания и испытания по выбору.
Перечень тестов:
- Челночный бег 3×10 метров
- Бег на 30, 60, 100 метров
- Бег на 1000, 1500, 2000, 3000 метров
- Смешанное передвижение
- Прыжок в длину с места толчком двумя ногами
- Прыжок в длину с разбега
- Подтягивание из виса лёжа на низкой перекладине
- Подтягивание из виса на высокой перекладине
- Сгибание и разгибание рук в упоре лежа
- Рывок гири 16 килограммов
- Поднимание туловища из положения «лёжа на спине» (за 1 минуту)
- Наклон вперёд из положения «стоя с прямыми ногами на полу» или на гимнастической скамье
- Метание теннисного мяча в цель
- Метание спортивного снаряда на дальность
- Плавание на 25, 50 метров
- Бег на лыжах на 1, 2, 3, 5 км
- Кросс по пересечённой местности на 1, 2, 3, 5 км
- Стрельба из пневматической винтовки или электронного оружия
- Туристский поход с проверкой туристских навыков
- Самозащита без оружия
- Скандинавская ходьба

## Ступени комплекса ГТО
Ступень комплекса ГТО — элемент структуры комплекса ГТО согласно возрастным группам, для которых предусмотрено выполнение нормативов испытаний (тестов) комплекса ГТО различного уровня сложности.
Комплекс ГТО содержит 18 ступеней[уточнить]:
1. Мальчики и девочки 6—7 лет включительно (1-й класс).
2. Мальчики и девочки 8—9 лет включительно (2—3 классы).
3. Мальчики и девочки 10—11 лет включительно (4—5 классы).
4. Юноши и девушки 12—13 лет включительно (6—7 классы).
5. Юноши и девушки 14—15 лет включительно (8—9 классы).
6. Юноши и девушки 16—17 лет включительно (10—11 классы).
7. Мужчины и женщины 18—19 лет включительно.
8. Мужчины и женщины 20—24 лет включительно.
9. Мужчины и женщины 25—29 лет включительно.
10. Мужчины и женщины 30—34 лет включительно.
11. Мужчины и женщины 35—39 лет включительно.
12. Мужчины и женщины 40—44 лет включительно.
13. Мужчины и женщины 45—49 лет включительно.
14. Мужчины и женщины 50—54 лет включительно.
15. Мужчины и женщины 55—59 лет включительно.
16. Мужчины и женщины 60—64 лет включительно.
17. Мужчины и женщины 65—69 лет включительно.
18. Мужчины и женщины 70 лет и старше.

## Нормативы испытаний (тестов) комплекса ГТО
Каждая из 18 ступеней комплекса содержит нормативы для выполнения испытаний (тестов).
Пример нормативы испытаний (тестов) V возрастной ступени
| № п/п                  | Виды испытаний | Бронзовый знак | Серебряный знак | Золотой знак |
| ---------------------- | --- | -------------- | --------------- | ------------ |
| Обязательные испытания | |                |                 |              |
| 1                      | Бег на 30 м (с) | 4,9            | 4,7             | 4,4          |
|                        | или бег на 60 м (с) | 8,8            | 8,5             | 8,0          |
|                        | или бег на 100 м (с) | 14,6           | 14,3            | 13,4         |
| 2                      | Бег на 3000 м (мин, с) | 15,00          | 14,30           | 12,40        |
| 3                      | Подтягивание из виса на высокой перекладине (кол-во раз) | 9              | 11              | 14           |
|                        | или рывок гири 16 кг (кол-во раз) | 15             | 18              | 33           |
|                        | или сгибание и разгибание рук в упоре лёжа на полу (кол-во раз)                                                                                               | 27             | 31              | 42           |
| 4                      | Наклон вперёд из положения стоя на гимнастической скамье (от уровня скамьи — см)                                                                              | +6             | +8              | +13          |
| Испытания по выбору    | |                |                 |              |
| 5                      | Челночный бег 3×10 м (с) | 7,9            | 7,6             | 6,9          |
| 6                      | Прыжок в длину с разбега (см) | 375            | 385             | 440          |
|                        | или прыжок в длину с места толчком двумя ногами (см) | 195            | 210             | 230          |
| 7                      | Поднимание туловища из положения лежа на спине (кол-во раз за 1 мин)                                                                                          | 36             | 40              | 50           |
| 8                      | Метание спортивного снаряда: весом 700 г (м) | 27             | 29              | 35           |
| 9                      | Бег на лыжах на 5 км (мин, с) | 27,30          | 26,10           | 24,00        |
|                        | или кросс на 5 км (бег по пересечённой местности) (мин, с) | 26,30          | 25,30           | 23,30        |
| 10                     | Плавание на 50 м (мин, с) | 1,15           | 1,05            | 0,50         |
| 11                     | Стрельба из положения сидя или стоя с опорой локтей о стол или стойку, дистанция 10 м (очки): из пневматической винтовки с открытым прицелом                  | 15             | 20              | 25           |
|                        | или из пневматической винтовки с диоптрическим прицелом, либо «электронного оружия»                                                                           | 18             | 25              | 30           |
| 12                     | Самозащита без оружия (очки) | 15-20          | 21-25           | 26-30        |
| 13                     | Туристский поход с проверкой туристских навыков (протяжённость не менее, км)                                                                                  | 10             | 10              | 10           |
|                        | Кол-во видов испытаний в возрастной группе | 13             | 13              | 13           |
|                        | Кол-во видов испытаний, которые необходимо выполнить для получения знака отличия комплекса (обязательны испытания на силу, быстроту, гибкость и выносливость) | 7              | 8               | 9            |